# Juuso Haarala
Juuso Haarala (* 22. September 1996) ist ein finnischer Skilangläufer.

## Werdegang
Haarala, der für den IF Minken startet, lief im Dezember 2013 in Vuokatti erstmals im Skilanglauf-Scandinavian-Cup. Im Februar 2014 wurde er in Lahti finnischer Juniorenmeister im Massenstartrennen über 20 km. Bei den Juniorenweltmeisterschaften 2016 in Rasnov errang er den 29. Platz im Sprint. In der Saison 2016/17 nahm er vorwiegend am Scandinavian-Cup teil. Seine beste Platzierung dabei war 32. Platz im Sprint in Madona. Nach Platz vier im Sprint beim FIS-Rennen in Muonio zu Beginn der Saison 2017/18, startete er beim Ruka Triple in Ruka erstmals im Weltcup. Dabei holte er mit dem 29. Platz bei der Sprintetappe seine ersten Weltcuppunkte. Bei den U23-Weltmeisterschaften 2018 in Goms belegte er den 19. Platz über 15 km klassisch sowie den 15. Rang im Sprint und bei den U23-Weltmeisterschaften 2019 in Lahti den 22. Platz im Sprint sowie den 15. Rang im 30-km-Massenstartrennen.